# Swype
Swype é um método de entrada proprietário desenvolvido para telas sensíveis ao toque no qual os usuários deslizam um dedo ou uma caneta stylus de letra em letra sobre um teclado exibido na tela.
Desde Abril 2013, Swype suporta os seguintes idiomas:
|                     | Teclado | Caligrafia | Dragon Dictation |
| ------------------- | ------- | ---------- | ---------------- |
| Albanês             | Sim     | N          | N                |
| Árabe               | Sim     | Sim        | Sim              |
| Arménio             | Sim     | N          | N                |
| Azerbaijanês        | Sim     | N          | N                |
| Basque              | Sim     | Sim        | N                |
| Bósnio              | Sim     | N          | N                |
| Búlgaro             | Sim     | Sim        | N                |
| Catalão             | Sim     | Sim        | Sim              |
| Chinês (CN, TW, HK) | Sim     | Sim        | Sim              |
| Croata              | Sim     | Sim        | Sim              |
| Checo               | Sim     | Sim        | Sim              |
| Dinamarquês         | Sim     | Sim        | Sim              |
| Holandês            | Sim     | Sim        | Sim              |
| Inglês              | Sim     | Sim        | Sim              |
| Inglês (EUA)        | Sim     | Sim        | Sim              |
| Estónio             | Sim     | Sim        | N                |
| Persa               | Sim     | Sim        | N                |
| Finlandês           | Sim     | Sim        | Sim              |
| Francês (FR, CA)    | Sim     | Sim        | Sim              |
| Galego              | Sim     | Sim        | N                |
| Georgiano           | Sim     | Sim        | N                |
| Alemão              | Sim     | Sim        | Sim              |
| Grego               | Sim     | Sim        | Sim              |
| Hebraico            | Sim     | Sim        | Sim              |
| Hindu               | Sim     | N          | N                |
| Hinglish            | Sim     | N          | N                |
| Húngaro             | Sim     | Sim        | Sim              |
| Islandês            | Sim     | Sim        | N                |
| Indonésio           | Sim     | Sim        | Sim              |
| Italiano            | Sim     | Sim        | Sim              |
| Japonês             | Sim     | Sim        | Sim              |
| Cazaque             | Sim     | N          | N                |
| Coriano             | Sim     | Sim        | Sim              |
| Letão               | Sim     | Sim        | N                |
| Lituano             | Sim     | Sim        | N                |
| Malaio              | Sim     | Sim        | Sim              |
| Norueguês           | Sim     | Sim        | Sim              |
| Polaco              | Sim     | Sim        | Sim              |
| Português (BR, PT)  | Sim     | Sim        | Sim              |
| Romeno              | Sim     | Sim        | Sim              |
| Russo               | Sim     | Sim        | Sim              |
| Sérvio              | Sim     | Sim        | N                |
| Eslovaco            | Sim     | Sim        | Sim              |
| Esloveno            | Sim     | Sim        | N                |
| Espanhol            | Sim     | Sim        | Sim              |
| Sueco               | Sim     | Sim        | Sim              |
| Tagalo              | Sim     | Sim        | N                |
| Tâmil               | Sim     | N          | N                |
| Tailandês           | Sim     | Sim        | Sim              |
| Turco               | Sim     | Sim        | Sim              |
| Ucraniano           | Sim     | Sim        | Sim              |
| Urdu                | Sim     | Sim        | N                |
| Vietnamita          | Sim     | N          | Sim              |